# ゴードン・ベル
C・ゴードン・ベル（C. Gordon Bell、1934年8月19日 - 2024年5月17日）は、アメリカ合衆国の計算機工学者、実業家。著名なコンピュータ技術者でありマネージャ。ディジタル・イクイップメント・コーポレーション(DEC)の初期の従業員としてPDPシリーズのいくつかの機種を設計し、技術部門の副社長としてVAXの開発を統括した。その後、起業家、発明家、NSFの情報科学部門のアシスタントディレクター (1986-1987)、マイクロソフトでの研究 (1995-) などの仕事についている。

## 幼少期と学生時代
ミズーリ州カークスビル生まれ。父は Bell Electric という電器店を営んで電気機器の修理や家庭向けの電力線の配線などを行っており、ベルはその家業を手伝っていた。
MITの電気工学科を1956年に卒業し、翌年には修士号を得ている。フルブライト奨学制度でオーストラリアに行き、コンピュータ設計の講師を勤め、オーストラリアの初期のコンピュータの1つ（UTECOM、English Electric DEUCE）のプログラミングを行い、論文も発表している。アメリカに戻ると MIT Speech Computation Laboratory のケネス・スティーブンズ教授の下で働き Analysis-By-Synthesis プログラムを開発した。

## 経歴

### DEC
DECの創業者ケン・オルセンとハーラン・アンダーソンが1960年にベルを引き抜き、最初にPDP-1の入出力サブシステムを設計させた（UARTなど）。その後、PDP-5の開発に従事し、PDP-4とPDP-6の設計を任された。その他のアーキテクチャ上の貢献としては、PDP-5およびPDP-11の Unibus と汎用レジスタアーキテクチャがある。
1966年、ベルはカーネギーメロン大学で計算機科学の講師となったが、1972年にはDECに戻って技術部門の副社長となった。そこで彼はDECの最も成功したコンピュータであるVAXの開発責任者として働いた。

### 起業家として
ベルは心臓発作をきっかけとして1983年にDECを退社したが、すぐにアンコールコンピュータ社を設立する。同社は共有メモリ型でスヌープキャッシュを使用するマルチプロセッサシステムを開発した。
1980年代、彼は社会政策に関わるようになった。NSFの情報科学部門のアシスタントディレクターとなり、NREN（National Research and Education Network; 全米研究教育ネットワーク）をインターネットに育て上げるのに尽力した。
また1987年、並列計算分野の開発を奨励する目的でACMゴードン・ベル賞を設立した。最初に受賞したのはnCUBE/10を活用したサンディア国立研究所の研究者グループであった。
1986年、アーデントコンピュータ社の設立に関わり、1988年には開発部門の副社長となった（同社が1989年にステラー社と合併するまで）。

### マイクロソフトリサーチ
1991年から1995年までベルはマイクロソフトの研究部門の立ち上げに関わり、その後もフルタイムで関わり続け、2010年現在もそこで働いている。テレプレゼンスなどのアイデアを研究している。
MyLifeBitsプロジェクトでは自らの人生を研究対象としている。これはヴァネヴァー・ブッシュの夢想したシステムの実現であり、個人の経験に関わるあらゆる文書、画像、音声を集積し、高速かつ簡易にアクセスできるようにするシステムである。このため、ベルは過去に読んだ/書いた全ての文書、CD、電子メールなどをデジタル化した。現在もこの作業は継続されていて、彼の行うWebブラウジングの履歴、電話などによる会話がある程度自動的に集められている。このプロジェクトについて Total Recall という本にまとめており、ペーパーバック版の Your Life Uploaded: The Digital Way to Better Memory, Health, and Productivity も出版されている。

### 死去
2024年5月17日に死去。89歳没。

## 栄誉
ベルは、アメリカ芸術科学アカデミー (1994)、アメリカ科学振興協会(AAAS, 1983)、ACM (1994)、IEEE (1974) のフェローであり、全米技術アカデミー (NAE, 1977) と米国科学アカデミー (2007) のメンバー でもある。2009年にはオーストラリア工学アカデミーのフェローに選ばれた。
TTI/Vanguardの慰問委員会委員も務めており、オーストラリア連邦科学産業研究機構の情報通信技術部門の諮問委員会委員も務めている。
1992年、IEEEフォン・ノイマンメダルの最初の受賞者に選ばれた。他にも、コンピュータ歴史博物館フェロー、名誉工学博士号(Worcester Polytechnic Institute)、AEA Inventor Award、IEEE Eminent Member's Award of Eta Kappa Nu などがある。そして1991年のアメリカ国家技術賞をジョージ・H・W・ブッシュから授与された。2007年には Eta Kappa Nu の名誉会員となった。
2010年、カーネギーメロン大学から名誉博士号を授与された。同大学は彼を「ミニコンピュータの父」と呼んだ。
1979年、妻と共にボストンのコンピュータ博物館設立に関わり、1999年にはその後継となるカリフォルニア州マウンテンビューのコンピュータ歴史博物館の設立にも関わった。コンピュータ関連の博物館の構想は1970年代初めからDECのケン・オルセンと共に練っていた。ベルのウェブサイトには情報処理の機械、出来事、関係人物についての年表もあり、紀元前から現代までをカバーしている。

## コンピュータのクラス形成に関するベルの法則
ACMの学会誌CACMに2008年に掲載された Bell’s Law for the Birth and Death of Computer Classes（「コンピュータのクラス群の誕生と死についてのベルの法則」）で説明されている、コンピュータ業界（特にその市場性）を長年観察してきた結果にもとづく経験則である。なお、英語版Wikipediaなどでは、法則自体の初出としては1972年のThe Effect of Technology on Near Term Computer Structuresを挙げている。
- ローエンドからハイエンドまで、理論上・技術上は任意の価格と性能を持ったコンピュータが存在し得るが、実際には大きな市場が存在するごく少数のレンジのコンピュータが、大量生産によってその高い性能対価格比によりひとつのクラスを形成する。
- ひとたびクラスが形成されると、クラスの中心をなすコンピュータでは漸進的な性能向上と低価格化が進む。さらに、そこから上に広がるサブクラス、下に広がるサブクラス、大きく上あるいは下に分かれるサブクラス、といったサブクラスが発生する。
- 歴史的に見ると、ミニコンピュータやマイクロプロセッサのような革新により、既存のクラスとは異なる、新しいクラスが誕生している。

## 著作
- Computer Structures: Readings and Examples (1971, ISBN 0-07-004357-4) - アレン・ニューウェルとの共著
- Computer Engineering (1978, ISBN 0-932376-00-2) - C. Mudge, J. McNamara との共著
- Computer Structures: Readings and Examples (1982, ISBN 0-07-057302-6) - Dan Siewiorek, アレン・ニューウェルとの共著
- High Tech Ventures: The Guide for Entrepreneurial Success (1991, ISBN 0-201-56321-5) - J. McNamara との共著
- Total Recall: How the E-Memory Revolution will Change Everything (2009, ISBN 978-0-525-95134-6) - Jim Gemmell との共著
- Your Life Uploaded: The Digital Way to Better Memory, Health, and Productivity (2010, ISBN 978-0-452-29656-5) - Jim Gemmell との共著

## 発言集
Computer World誌 (1992年10月)「VAX Man」より
- 「Microsoft NT…は、遠大なものになりつつある。UNIXの下にしいてある敷物をつかんで取ろうとしている」
- 「この10年で、99%のハードウェアやソフトウェアが基本的に小売店で売られるようになるだろう」
- 「25年後...コンピュータは電話機のようになるだろう。おそらく常に通信を行うようになるだろう…西暦2000年までにはネットワークのインフラが整備され、支払った分に応じた帯域幅を得て通信できるようになるだろう」
- 「以前『彼の未来予測は間違っていないが、実現時期を間違うことが多い』と言われたことがある」

DECで働いていたころのベルが言っていた格言:
- 「最も信頼のおける部品は、あなたが取り除いた部品である」

1982年2月10日、インテルのロバート・ノイスやゼロックスのデイビッド・リドルと共にワールドトレードセンターで Ethernet 2.0 規格を発表した際の発言:
- 「テレビのブロードバンドケーブルは何でも運ぶ下水管のようなものだ。何もかもそこに入れるのは簡単だが、分離して取り出すのは難しい」
- 「イーサネットは1980年代のUARTだ」
- 「…ネットワークはシステムになる」